# Like It (låt)
Like It är en låt av den belarusiska sångerskan ZENA. Den var Belarus (då Vitrysslands) bidrag till Eurovision Song Contest 2019 där den kom på en tjugofjärde plats.

## Eurovision Song Contest
Belarus valde ut sitt bidrag till Eurovision Song Contest 2019 via tävlingen Natsionalny Otbor, som arrangerades den 7 mars 2019. 4 februari 2019 presenterade det belarusiska sändningsföretaget BTRC det tio bidragen som ställer upp i tävlingen. ZENA vann uttagningen med totalt 69 poäng och "Like It" blev Belarus bidrag till tävlingen i Tel Aviv. Låten tävlade i den första semifinalen där den slutade på en tionde plats med 122 poäng och gick vidare till finalen där den slutade på tjugofjärde plats med 31 poäng.
Låten är också den senaste att representera Belarus i tävlingen. 2020 skulle landet representeras av VAL med "Da Vidna", men till följd av covid-19-pandemin ställdes tävlingen in. Belarus skulle även deltagit i tävlingen 2021, men diskvalificerades efter att deras bidrag inte ansågs vara opolitiskt vilket är ett krav. Efter diskvalificering stängdes BTRC av från EBU då sändningsföretaget inte upprätthåller unionens värderingar om tryckfrihet och yttrandefrihet. BTRC är avstängd på obestämd tid.